# Normal (album)
Pour les articles homonymes, voir Normal.
Albums de Franck Langolff
Franck Langolff Y'a quelqu'un ?
Singles
1. Normal
Sortie : 1986
2. Bonne année
Sortie : 1987

Normal est le titre d'un album de Franck Langolff sorti en 1986.
Sur cet album figure un hommage au navigateur Loïc Caradec, sobrement intitulée Loïc, ainsi que Tue-moi, une chanson qui est ensuite reprise en 1992 par Florent Pagny en France et Dan Bigras au Québec.
Vanessa Paradis participe aux chœurs de deux chansons de cet opus, un an avant la sortie du tube Joe le taxi dont il a composé la musique.

## Liste des pistes
1. Normal
2. Bonne année
3. Eldocrado
4. Tailleur strict
5. Allez roulez
6. Loïc
7. Du vent dans un harmonica
8. Je suis un homme heureux
9. Tue-moi

## Crédits
- Batterie : Pierre-Alain Dahan, Christophe Deschamps, Manu Katché
- Basse : Guy Delacroix, Bernard Paganotti
- Guitares : Franck Langolff, François Ovide, Kamil Rustam, Patrice Tison
- Claviers : Jean-Yves D'Angelo, Bertrand Lajudie
- Percussions : Marc Chantereau
- Arrangement des cuivres (Flamingo Horns) : Steve Madaio
- Saxophone : Brad Silwood
- Trompettes : John Liotine, Steve Madaio
- Trombone : Slyde Hyde
- Accordéon : Jean-Louis Roques
- Chœurs : Jean-Luc Adjadj, Francis Basset, Jean-Luc Escriva, Vanessa Paradis
- Cornemuse : Roland Roussel
- Harmonica : Franck Langolff

- Enregistré par Guillaume Coulon assisté de Jean-Jacques Lemoine aux studios Artistic Palace
- Enregistré par Daniel Michel au studio Pathé Marconi EMI
- Mixé par Roland Guillotel au Studio Guillaume Tell, Suresnes